# 飞行进程单

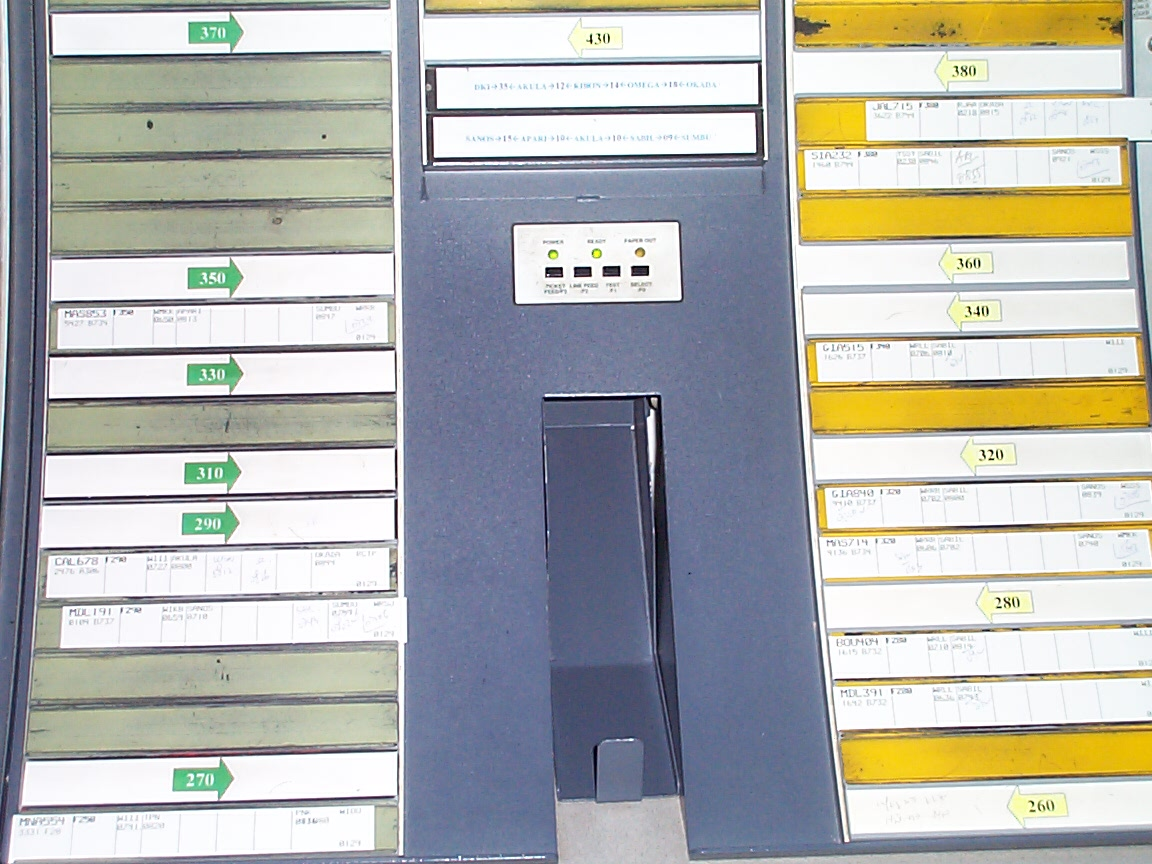
在印度尼西亚高空程序管制区域的航空器的飞行进程单

飞行进程单（Flight progress strips），是记录接受空中交通管制服务的航空器的信息和运行状态的记录条，帮助空中交通管制员了解航空器的航行信息、运行状态，上面记录了航空器呼号、起飞地和目的地、机型、航路以及计划时间、飞行高度等信息。

飞行进程单的规格为：长177.8mm (7in)，宽25.4mm (1in)。

飞行进程单可分为区域飞行进程单、进近飞行进程单、塔台飞行进程单、进近塔台飞行进程单。不同类型的飞行进程单应通过颜色加以区别。飞行进程单以红、黄、蓝、黑色加以区分，红色表示飞入管制区，蓝色表示飞出管制区，黄色表示飞越管制区，黑色表示除三种情况外的其他情况。

## 伸延閱讀
- 航空交通管制
- 塔台

## 外部連結
- The use of Flight Progress Strips at Ronaldsway Airport, Isle of Man